# Anna Manaut Caixal
Anna Manaut Caixal (Tarroja de Segarra, Segarra, 17 de desembre de 1990) és una jugadora d'handbol, que juga en la posició de lateral dreta.
S'inicià a l'ACLE Guissona, on jugà fins al 2004, en què passà a l'Associació Lleidatana fins al 2011. Fitxà aleshores pel Mar d'Alacant i a l'estiu del 2012 pel Club Handbol Esportiu Castelldefels, de la divisió d'honor. Fou internacional per Espanya en categories de base i absoluta.
Molt efectiva com a lateral dret durant la temporada 2015-2016, amb 121 gols, es va incorporar a l'Entente Sportive Bisontine Féminine Handball, ESBF, de Besançon, l'estiu del 2016.
El març del 2017 va patir una lesió greu en un partit contra el Metz i es va perdre la resta de la temporada. Per a la temporada 2018-2019, es va incorporar a la segona divisió amb l'AS Cannes Mandelieu Handball.